# Eulampiacris
Eulampiacris is een geslacht van rechtvleugeligen uit de familie veldsprinkhanen (Acrididae). De wetenschappelijke naam van dit geslacht is voor het eerst geldig gepubliceerd in 1978 door Carbonell & Descamps.

## Soorten
Het geslacht Eulampiacris omvat de volgende soorten:
- Eulampiacris leucoptera Scudder, 1875
- Eulampiacris luteifrons Carbonell & Descamps, 1978
- Eulampiacris ovipennis Günther, 1940